# فرودگاه کادونا

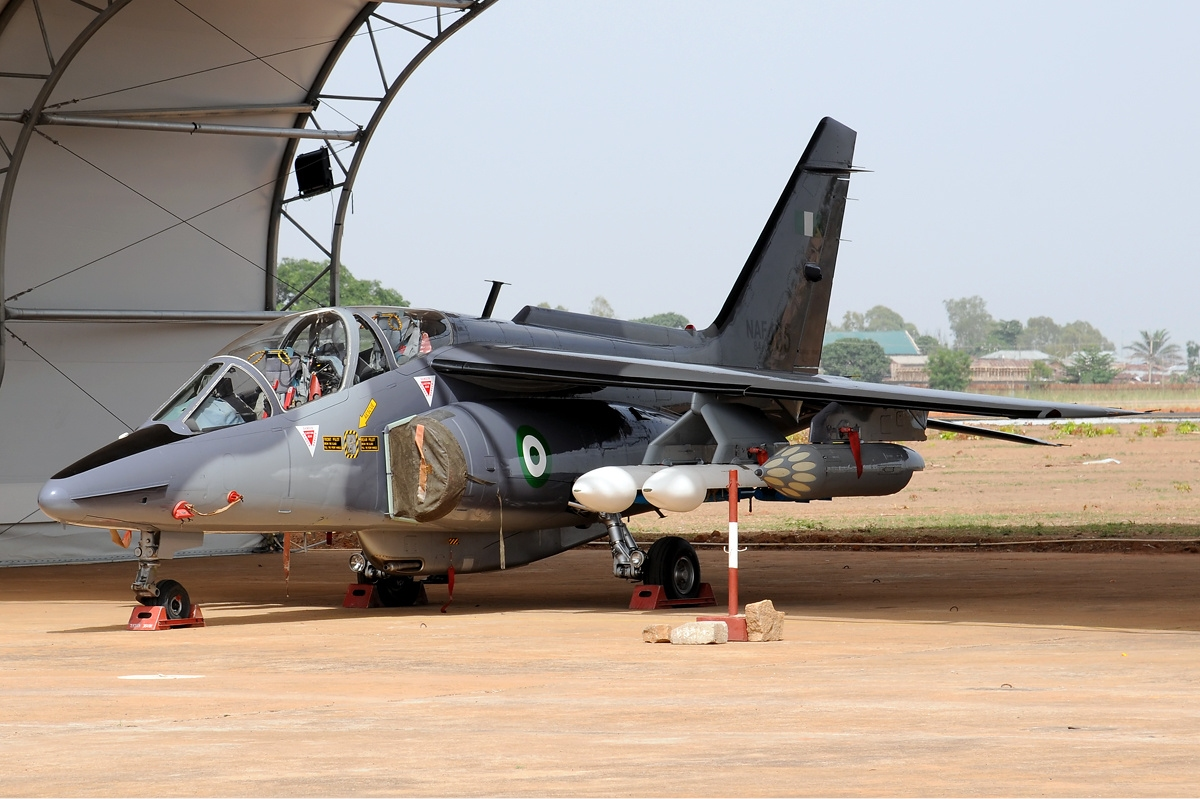
نمونه ای از هواپیما های نظامی و آشیانه های متفاوت برای انواع هواپیما ها

فرودگاه کادونا (به انگلیسی: Kaduna Airport) یک فرودگاه همگانی و نظامی با کد یاتا KAD است که یک باند فرود آسفالت دارد و طول باند آن ۳۰۰۰ متر است. این فرودگاه در شهر کادونا کشور نیجریه قرار دارد و در ارتفاع ۶۳۲ متری از سطح دریا واقع شده است.